# 30. Międzynarodowy Festiwal Filmowy w Berlinie
30. Międzynarodowy Festiwal Filmowy w Berlinie odbył się w dniach 18–29 lutego 1980 roku. W konkursie głównym zaprezentowano 20 filmów pochodzących z 17 różnych krajów.
Jury pod przewodnictwem szwedzkiej aktorki Ingrid Thulin przyznało nagrodę główną festiwalu, Złotego Niedźwiedzia, ex aequo amerykańskiemu filmowi Heartland w reżyserii Richarda Pearce’a oraz niemieckiemu filmowi Palermo czy Wolfsburg w reżyserii Wernera Schroetera. Drugą nagrodę w konkursie głównym, Srebrnego Niedźwiedzia – Nagrodę Specjalną Jury, przyznano włoskiemu filmowi Proszę o azyl w reżyserii Marco Ferreriego.

## Przebieg festiwalu
Nowym dyrektorem festiwalu został Moritz de Hadeln, który – podobnie jak jego poprzednik Wolf Donner – wprowadził kilka istotnych zmian w funkcjonowaniu imprezy już na samym początku swojej kadencji. De Hadeln powołał komitet doradczy ds. selekcji filmów, zobowiązał się do poszerzenia oferty targów dystrybucyjnych dla branży filmowej, podkreślał znaczenie sekcji filmów dla dzieci i młodzieży Kinderfilmfest. Przekonał również Manfreda Salzgebera, założyciela sekcji Forum, do powrotu do Berlina z Amsterdamu i kierowania niezależną sekcją Info-Schau, która po pięciu latach zmieni ostatecznie nazwę na Panorama.
W sekcji Forum, obchodzącej 30-lecie istnienia, zaprezentowano łącznie 94 filmy, koncentrując się w tym roku na filmach dokumentalnych i eksperymentalnych, amerykańskim kinie niezależnym oraz kinie brazylijskim. Jednym z najwybitniejszych filmów sekcji był portugalski miniserial Fatalna miłość w reżyserii Manoela de Oliveiry. W sekcji Kinderfilmfest największe wrażenie zrobił szwedzki film Jestem Maria w reżyserii Karstena Wedela.
W ramach festiwalu odbyła się retrospektywa twórczości amerykańskiego reżysera Billy’ego Wildera, wywodzącego się z Europy. Ze względu na protesty ze strony ZSRR, organizatorzy retrospektywy usunęli z niej ostatecznie filmy Ninoczka (1939) i Raz, dwa, trzy (1961), gdyż portretowały komunistów w nieprzychylny sposób. Ponadto odbył się także przegląd filmów w technice 3D jako pierwsza retrospektywa „techniczna” w historii festiwalu.

## Członkowie jury

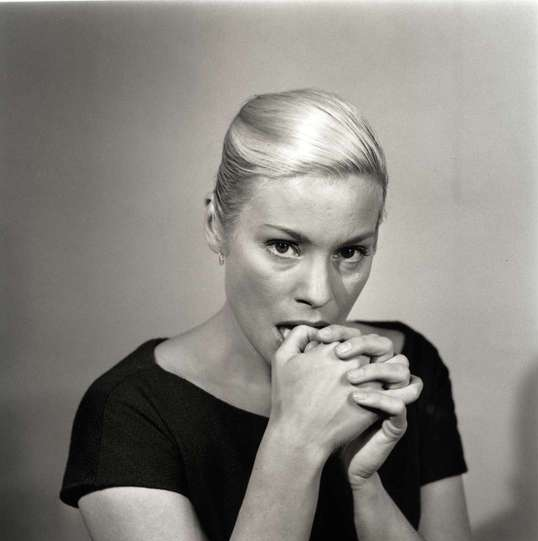
Przewodnicząca jury konkursu głównego Ingrid Thulin.

### Konkurs główny
- Ingrid Thulin, szwedzka aktorka – przewodnicząca jury[5]
- Betsy Blair, amerykańska aktorka
- Mathieu Carrière, niemiecki aktor
- Alberto Isaac, meksykański reżyser
- Peter Kern, austriacki aktor i reżyser
- Károly Makk, węgierski reżyser
- Aleksandr Mitta, radziecki reżyser
- Alexandre Trauner, francuski scenograf
- Angel Wagenstein, bułgarski scenarzysta

## Selekcja oficjalna

### Konkurs główny
Następujące filmy zostały wyselekcjonowane do udziału w konkursie głównym o Złotego Niedźwiedzia i Srebrne Niedźwiedzie:
| Tytuł polski            | Tytuł oryginalny                                 | Reżyseria                        | Kraj produkcji    |
| ----------------------- | ------------------------------------------------ | -------------------------------- | ----------------- |
| Zaufać                  | Bizalom                                          | István Szabó                     | Węgry             |
| Les bons débarras       | Les bons débarras                                | Francis Mankiewicz               | Kanada            |
| Proszę o azyl           | Chiedo asilo                                     | Marco Ferreri                    | Włochy            |
| Zbrodnia w Cuence       | El crimen de Cuenca                              | Pilar Miró                       | Hiszpania         |
| Niemcy – blada ojczyzna | Deutschland bleiche Mutter                       | Helma Sanders-Brahms             | RFN               |
| Dyrygent                | Dyrygent                                         | Andrzej Wajda                    | Polska            |
| Wróg                    | Düşman                                           | Zeki Ökten                       | Turcja            |
| Heartland               | Heartland                                        | Richard Pearce                   | Stany Zjednoczone |
| Taniec kruka            | Korpinpolska                                     | Markku Lehmuskallio              | Finlandia         |
| Śmierć na żywo          | La mort en direct                                | Bertrand Tavernier               | Francja           |
| Aksamitki w sierpniu    | Marigolds in August                              | Ross Devenish                    | Południowa Afryka |
| Marmolada rewolucyjna   | Marmeladupproret                                 | Erland Josephson                 | Szwecja           |
| Moskwa nie wierzy łzom  | Москва слезам не верит Moskwa sliezam nie wierit | Władimir Mieńszow                | ZSRR              |
| Palermo czy Wolfsburg   | Palermo oder Wolfsburg                           | Werner Schroeter                 | RFN               |
| Cena przeżycia          | Der Preis fürs Überleben                         | Hans Noever                      | RFN               |
| Rude Boy                | Rude Boy                                         | Jack Hazan i David Mingay        | Wielka Brytania   |
| Solo Sunny              | Solo Sunny                                       | Konrad Wolf i Wolfgang Kohlhaase | NRD               |
| Tranzyt                 | טרנזיט Transit                                   | Daniel Wachsmann                 | Izrael            |
| Wdowa Montiel           | La viuda de Montiel                              | Miguel Littin                    | Meksyk            |
| Słodka podróż           | Le voyage en douce                               | Michel Deville                   | Francja           |

### Pokazy pozakonkursowe
Następujące filmy zostały wyświetlone na festiwalu w ramach pokazów pozakonkursowych:
| Tytuł polski      | Tytuł oryginalny | Reżyseria        | Kraj produkcji    |
| ----------------- | ---------------- | ---------------- | ----------------- |
| Kaligula          | Caligola         | Tinto Brass      | Włochy            |
| Zadanie specjalne | Cruising         | William Friedkin | Stany Zjednoczone |

## Laureaci nagród

### Konkurs główny
Złoty Niedźwiedź
- Heartland, reż. Richard Pearce
- Palermo czy Wolfsburg, reż. Werner Schroeter

Srebrny Niedźwiedź – Nagroda Specjalna Jury
- Proszę o azyl, reż. Marco Ferreri

Srebrny Niedźwiedź dla najlepszego reżysera
- István Szabó – Zaufać

Srebrny Niedźwiedź dla najlepszej aktorki
- Renate Krößner – Solo Sunny

Srebrny Niedźwiedź dla najlepszego aktora
- Andrzej Seweryn – Dyrygent

Berliński Niedźwiedź – Nagroda Rocznicowa
- Ross Devenish – Aksamitki w sierpniu

Wyróżnienie honorowe
- Rude Boy, reż. Jack Hazan i David Mingay
- Taniec kruka, reż. Markku Lehmuskallio
- Wróg, reż. Zeki Ökten

### Konkurs filmów krótkometrażowych
Złoty Niedźwiedź dla najlepszego filmu krótkometrażowego
- Głowy, reż. Petr Sís

### Pozostałe nagrody
Nagroda FIPRESCI
- Solo Sunny, reż. Konrad Wolf i Wolfgang Kohlhaase

## Polonica
W konkursie głównym kinematografię polską reprezentował film Dyrygent w reżyserii Andrzeja Wajdy. Był to trzeci z ogólnej liczby siedmiu tytułów tego twórcy, który startował w konkursie głównym na Berlinale. Andrzej Seweryn zdobył za rolę w filmie Wajdy Srebrnego Niedźwiedzia dla najlepszego aktora jako pierwszy i jak dotychczas jedyny polski aktor. Obecna na festiwalu była również jego filmowa i do niedawna także życiowa partnerka, Krystyna Janda.